# Bemetra
Bemetra là một thị xã và là một nagar panchayat của quận Durg thuộc bang Chhattisgarh, Ấn Độ.

## Nhân khẩu
Theo điều tra dân số năm 2001 của Ấn Độ, Bemetra có dân số 23.227 người. Phái nam chiếm 51% tổng số dân và phái nữ chiếm 49%. Bemetra có tỷ lệ 67% biết đọc biết viết, cao hơn tỷ lệ trung bình toàn quốc là 59,5%: tỷ lệ cho phái nam là 75%, và tỷ lệ cho phái nữ là 58%. Tại Bemetra, 15% dân số nhỏ hơn 6 tuổi.